# 寶幢佛
寶幢如來，被認為寶生如來化身，在《金光明經》、《觀佛三昧海經》、《陀羅尼集經》等佛典皆有此說。
本佛亦是密宗胎藏界曼荼羅的東方如來，許多密宗派別則說寶幢如來是東方妙喜世界不動如來的化身。

## 參看
- 寶生如來
- 阿閦佛（不動如來）